# Puig de la Llosa (la Jonquera)
El Puig de la Llosa és una muntanya de 202 metres que es troba al municipi de la Jonquera, a la comarca catalana de l'Alt Empordà.